# Кишиця
Ки́щиця, Кищиці — річка в Україні, в межах Львівського району Львівської області. Права притока Білки (басейн Західного Бугу).

## Опис
Довжина Кищиці 10 км, площа басейну 34 км². Річище слабозвивисте, в нижній течії місцями випрямлене. Заплава в середній та нижній течії місцями заболочена.

## Розташування
Витоки розташовані на південний захід від села Під'ярків, в адміністративній межі села Романів, неподалік від північно-західної відноги Гологорів, в урочищі Кищичі. Річка тече в межах Грядового Побужжя спочатку переважно на північний захід, потім — на північ. Впадає до Білки при Винниківській гряді, на південь від села Верхньої Білки.
Притоки: невеликі польові потічки.
Над річкою розташоване село Городиславичі.